# Terbegovci
Terbegovci so naselje v Občini Sveti Jurij ob Ščavnici.